# Хамон (Оклахома)
Хамон (енгл. Hammon) град је у америчкој савезној држави Оклахома.

## Демографија
По попису из 2010. године број становника је 568, што је 99 (21,1%) становника више него 2000. године.
| Група             | 2000.       | 2010.       |
| Белци             | 277 (59,1%) | 303 (53,3%) |
| Афроамериканци    | 3 (0,6%)    | 7 (1,2%)    |
| Азијати           | 1 (0,2%)    | 2 (0,4%)    |
| Хиспаноамериканци | 27 (5,8%)   | 43 (7,6%)   |
| Укупно            | 469         | 568         |